# Myiopagis
Genre
Myiopagis est un genre de passeriformes de la famille des Tyrannidés. Il se trouve à l'état naturel en Amérique du Sud,,,,, centrale,, et du Nord.

## Liste des espèces
Selon la classification de référence du Congrès ornithologique international (version 6.4, 2016) :
- Myiopagis gaimardii — Élénie de Gaimard (d'Orbigny, 1840)
  - Myiopagis gaimardii macilvainii (Lawrence, 1871)
  - Myiopagis gaimardii bogotensis (von Berlepsch, 1907)
  - Myiopagis gaimardii trinitatis (Hartert & Goodson, 1917)
  - Myiopagis gaimardii guianensis (von Berlepsch, 1907)
  - Myiopagis gaimardii gaimardii (d'Orbigny, 1840)
- Myiopagis parambae — Élénie du Choco (Hellmayr, 1904)
  - Myiopagis parambae absita (Wetmore, 1963)
  - Myiopagis parambae parambae (Hellmayr, 1904)
- Myiopagis cinerea — Élénie grise (Pelzeln, 1868)
- Myiopagis caniceps — Élénie à tête grise (Swainson, 1835)
- Myiopagis olallai — Élénie d'avant-monts, Élénie d'Olalla, Élénie du piémont (Coopmans & Krabbe, 2000)
  - Myiopagis olallai coopmansi (Cuervo, Stiles, Lentino, Brumfield & Derryberry, 2014)
  - Myiopagis olallai incognita (Cuervo, Stiles, Lentino, Brumfield & Derryberry, 2014)
  - Myiopagis olallai olallai (Coopmans & Krabbe, 2000)
- Myiopagis subplacens — Élaène striée, Élénie striée (Sclater, PL, 1862)
- Myiopagis flavivertex — Élaène à couronne d'or, Élénie à couronne d'or (Sclater, PL, 1887)
- Myiopagis viridicata — Élaène verdâtre, Élénia verdâtre, Élénie verdâtre (Vieillot, 1817)
  - Myiopagis viridicata jaliscensis (Nelson, 1900)
  - Myiopagis viridicata minima (Nelson, 1898)
  - Myiopagis viridicata placens (Sclater, PL, 1859)
  - Myiopagis viridicata pacifica (Brodkorb, 1943)
  - Myiopagis viridicata accola (Bangs, 1902)
  - Myiopagis viridicata pallens (Bangs, 1902)
  - Myiopagis viridicata restricta (Todd, 1952)
  - Myiopagis viridicata zuliae (Zimmer, JT & Phelps, 1955)
  - Myiopagis viridicata implacens (Sclater, PL, 1862)
  - Myiopagis viridicata viridicata (Vieillot, 1817)
- Myiopagis cotta — Élaène de Cotta, Élénia de Jamaïque, Élénie de la Jamaïque, Élénie de Jamaïque (Gosse, 1849)